# Xã Rayne, Quận Indiana, Pennsylvania
Xã Rayne (tiếng Anh: Rayne Township) là một xã thuộc quận Indiana, tiểu bang Pennsylvania, Hoa Kỳ. Năm 2010, dân số của xã này là 2.992 người.